# Svěřenský správce
Svěřenský správce je základní osobou svěřenského fondu spolu se zakladatelem a obmyšleným a tvoří tak s nimi základní triangulární strukturu osob svěřenského fondu.
V zemích zejména common law má srovnatelné postavení trustee.
Svěřenský správce převzal pověření ke správě svěřenského fondu (vyčleněného majetku zakladatelem) a zavázal se ho držet a spravovat. Svěřenský správce nejenže majetek drží a spravuje, ale vykonává všechna vlastnická práva k majetku ve svěřenském fondu, a to vlastním jménem a na účet svěřenského fondu, v režimu tzv. plné správy. Vlastníkem majetku ve svěřenském fondu ale není. Svěřenský správce není vlastníkem svěřenského fondu, ale jeho správcem, neboť majetek svěřenského fondu není ve vlastnictví nikoho (res nullius), ale nemůže být okupován, a z pohledu svěřenského správce jde o majetek vůči němu cizí.
Postavení svěřenského správce v českém právním řádu upravuje zákon č. 89/2012 Sb., občanský zákoník, ve znění pozdějších předpisů.

## Povinnosti svěřenského správce
Základní povinností svěřenského správce je majetek ve svěřenského fondu držet a tento majetek spravovat. Správu tohoto majetku musí činit s péčí řádného hospodáře, tj. loajálně (tzn. v zájmu obmyšleného ) a s náležitou péčí (tzn. s potřebnými znalosti a pečlivostí). Jelikož svěřenskému správci je svěřena plná správa svěřenského fondu, ten dbá o jeho rozmnožení a uplatnění v zájmu obmyšleného. Svěřenský správce tak majetek nejen zachovává, ale má se snažit o jeho rozmnožení a uplatnění, aby z něho měl obmyšlený užitek, tzn. aby nebylo ohroženo jeho právo na plnění ze svěřenského fondu a toto bylo do budoucna, pokud možno, co nejlépe svěřenským fondem zajištěno.

## Právní jednání svěřenského správce
Svěřenský správce právně jedná vlastním jménem na účet svěřenského fondu, a tak naplňuje svoje povinnosti vyplývající z plné správy svěřenského fondu. Zpravidla svěřenský správce uzavírá smlouvy či činí jednostranná právní jednání.
Typické případy vyplývají z účelu svěřenského fondu a majetku do něho vloženého. V případě bytových jednotek vložených do soukromého svěřenského fondu svěřenský správce zpravidla uzavírá nájemní smlouvy. Nájemci platí nájemné svěřenskému správci, který s ním hospodaří a z výnosů vyplácí plnění obmyšlenému. Rovněž může z příjmů, nebo z finančních prostředků vložených do svěřenského fondu, kupovat bytové jednotky, příp. kupovat tyto bytové jednotky za finanční prostředky obstarané na základě jím uzavřených úvěrových smluv. Svěřenský správce má majetek rozmnožovat, neboť je mu svěřen majetek svěřenského fondu do plné správy; dbá při tom o uplatnění majetku v zájmu obmyšleného. Ve všech případech však musí dodržet povinnosti vyplývající z toho, že správu má vykonávat s péčí řádného hospodáře.
Další typické případy vyplývají z toho, že svěřenský fond po svém vzniku zpravidla přestává být majetkem, ale stává se jměním (tj. aktiva i pasiva), neboť s majetkem budou vznikat dluhy. Takovým případem je svěřenský fond, do něhož byl vložen obchodní závod. V obchodním závodě zpravidla jednak pracují zaměstnanci, jednak dodavatelé poskytují suroviny, materiál, zboží či služby pro tento obchodní závod. V takových případech pak svěřenský správce musí platit zaměstnancům mzdu a dodavatelům cenu za jimi poskytnuté plnění, takže se svěřenským fondem budou spojeny dluhy, které bude svým jménem na účet svěřenského fondu svěřenský správce uhrazovat.

## Spolusprávce
Zvláštní kategorií svěřenského správce je tzv. spolusprávce, kterého svěřenský fond musí mít, je-li prvním svěřenským správcem zakladatel nebo obmyšlený. Druhý svěřenský správce, tzv. spolusprávce musí být osobou třetí, tzn. ani zakladatelem, ani obmyšleným, která s prvním svěřenským správcem bude společně právně jednat.